# Trust (groupe)
Pour les articles homonymes, voir Trust.
Trust (prononcé : [tɹʌst]) est un groupe de hard rock français, originaire d'Île-de-France, formé en 1977 et popularisé au début des années 1980.
Le groupe est notamment connu à travers son titre Antisocial (1980) et a joué avec des célèbres groupes anglo-saxons comme AC/DC, Iron Maiden ou Anthrax. Pratiquant un hard-rock bluesy proche d'AC/DC, la force et l'originalité du groupe proviennent de la façon puissante qu'a le chanteur, Bernard Bonvoisin — influencé par la scène punk anglaise —, d'exprimer des paroles largement inspirées par la politique et la critique sociale,.

## Histoire

### Débuts et consécration (1977–1979)

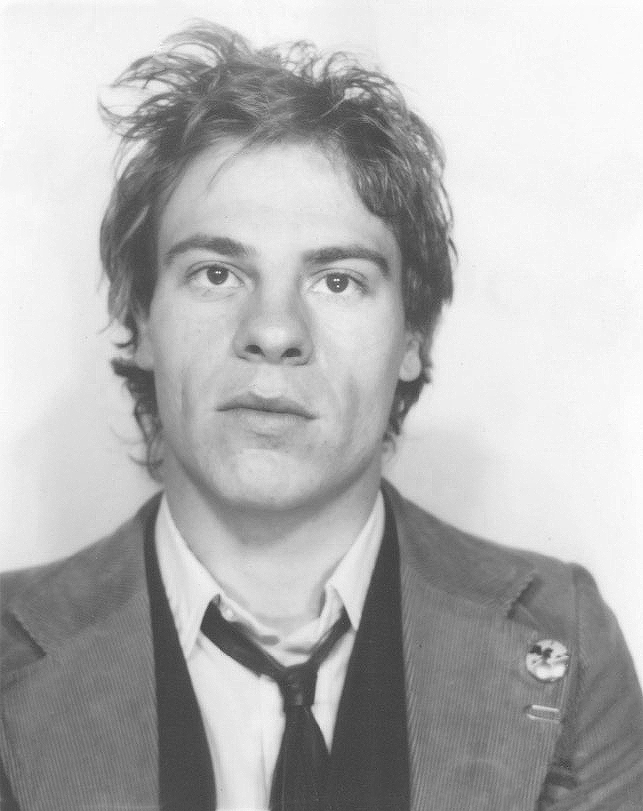
Bernie Bonvoisin chanteur et cofondateur du groupe, en 1978.

L'histoire de Trust commence au milieu des années 1970 lorsque Bernard « Bernie » Bonvoisin, rencontre Raymond Manna dans la boite de nuit située dans le sous sol de la salle de spectacle l'Olympia.
Lors d'un voyage à New York, les deux amis fréquentent le Max's Kansas city et découvrent la scène punk locale.   De retour en France, Raymond, qui joue de la basse dans un groupe intitulé Taxi, y intègre Bernie en tant que batteur mais l'expérience n'est pas concluante. En cette année 1977, Raymond et Bernie décident alors de fonder leur propre groupe et entendent parler par un ami commun de Norbert « Nono » Krief, guitariste surdoué cherchant à rejoindre un groupe de rock. Différents batteurs complètent la formation avant que Jean-Émile Hanela rejoigne durablement ce nouveau groupe qui prend le nom de Trust.
Bernie Bonvoisin et Raymond Manna gravitent alors autour de l'Olympia où ils travaillent  tous les deux comme machinistes et y effectuent leurs répétitions. Marc Barrière et Jacky Pourpre décident donc de produire le 4 décembre 1977 le tout premier concert de Bijou à l'Olympia aussi un peu dans le but de pouvoir programmer Trust (alors complètement inconnu) en première partie afin de les faire connaître par un plus large public.
Trust donne ensuite des concerts dans des clubs parisiens et fait l'ouverture de Bang, au Golf Drouot.
Puis, c'est par l'intermédiaire de Serge Koolenn, qui recommande le groupe à Laurent-Thierry Mieg alors directeur artistique chez Pathé Marconi, qu'ils signent un contrat en octobre 77 avec ce label. Le premier 45-tours du groupe Prends pas ton flingue / Paris By Night, adaptation française de la chanson Love at First Feel d'AC/DC, sort au mois de janvier 1978. Le disque est enregistré dans le même studio où les Rolling Stones préparent leur album Some Girls, Trust fait à cette occasion la connaissance du chanteur d'AC/DC, Bon Scott, avec lequel Bernie se lie d'amitié. Pathé priorise clairement un autre groupe de son catalogue : Téléphone en n'assurant aucune promotion pour le disque de Trust. Ceci qui provoque la colère du groupe qui fait irruption dans les bureaux du label afin de résilier de force leur contrat. 
L'amitié entre AC/DC et le groupe permet à Trust de jouer en première partie des Australiens lors de leur concert au Stadium de Paris en octobre 1978. Ce concert permet au groupe parisien de se faire remarquer par CBS avec qui il signe un contrat.
Au mois de mai 1979, CBS commercialise le premier album de Trust (Trust, aussi appelé L'Élite). Enregistré à Londres, ses paroles lui valent d'être souvent censuré sur les radios et dans quelques villes de France. Il se vend, à la surprise même du label, à plus d'un million d'exemplaires la première année. Les ventes sont amplifiées par des performances scéniques remarquées et une tournée à travers la France, dans de nombreuses salles complètes. La réputation du groupe s'étend en Europe, lorsque le titre L'Élite sort en 1980 en Angleterre sur la compilation Killer Watts et atteint la première place des classements rock anglais. Manna accède à la fonction de manager, et est remplacé par Yves « Vivi » Brusco à la basse. En janvier 1980, le groupe donne un concert mémorable au Pavillon de Paris devant 8 000 personnes puis se produit à la prison de Fleury-Mérogis devant une centaine de détenus.

### Âge d'or (1979-1982)
Au mois de février 1980, Trust est de nouveau à Londres pour travailler à son futur deuxième album : Répression. Bon Scott, qui à Londres, partage beaucoup de temps avec le groupe et est chargé de l'adaptation en anglais des paroles de Bernie, mais il meurt tragiquement à l'issue d'une nuit d'ivresse. Ses textes ne seront jamais retrouvés, confisqués d'après Bernie Bonvoisin par Peter Mensch, manager d'AC/DC. C'est finalement Jimmy Pursey (Sham 69), qui dans l'urgence s’attelle à la version anglaise des paroles de l'album Répression. Jeannot, le batteur, quitte le groupe et est remplacé par Nicko McBrain, sur les conseils de Denis Weinrich, l'ingénieur du son londonien de l'album.
Le disque sort en mai en France et se vend à plusieurs millions d'exemplaires, porté par la chanson Antisocial, qui restera le titre emblème du groupe. Cet album contient également la chanson Le Mitard, très controversée, car reprenant un texte de Jacques Mesrine. Il sera beaucoup reproché à Trust d'avoir fait une ode à celui qui était alors dépeint comme l'ennemi public n°1 en France.
En février 1981, Trust donne une vingtaine de concerts en Angleterre en première partie d'Iron Maiden, ouvre pour Motörhead à Leeds, puis enchaîne au mois de mai avec une tournée en tête d'affiche, fait rare à l'époque pour un groupe français,. Le 29 août 1980, Trust fait partie des têtes d'affiches du Festival de Reading. Le groupe, programmé avant le concert de Gillan, est acclamé par plus de 45 000 personnes. Un incident se produit avec le management de Ian Gillan à qui il est reproché d'avoir fait couper la sonorisation du groupe à la fin de son concert afin de les empêcher d'effectuer un rappel demandé par le public. En 1981, il participe à la BO du film  Métal hurlant avec la chanson Prefabricated, version anglaise de Préfabriqués[source secondaire souhaitée].
Le troisième album Marche ou crève sort à la fin de l'année 1981. Il comprend entre autres les titres Marche ou crève, Certitude… solitude…, Les Templiers et Ton dernier acte. Ce dernier est une chanson rendant hommage à Bon Scott, et qui témoigne des inspirations blues du groupe. Une version anglaise de l'album sort, intitulée Savage. Le titre Misère, qui critique l'Angleterre de l'époque (Margaret Thatcher est Premier Ministre), n'est pas traduit en anglais. Malgré de grosses propositions financières pour développer le marché américain et y tourner notamment en première partie de Judas Priest, Def Leppard ou Iron Maiden, Trust préfère rester focalisé sur la France et effectuer la coûteuse tournée Marche ou crève. Au printemps 1982, Trust tourne en Allemagne de l'Ouest et en Belgique en première partie d'Iron Maiden lors de sa tournée The Beast on the Road. Les ventes de l'album Marche ou crève sont décevantes au regard des deux premiers albums, malgré une popularité en croissance en Angleterre ou en Allemagne.

### Déclin et première séparation (1983–1985)
Au mois de septembre 1983, après six mois de studio, sort un nouvel album homonyme du groupe (étiqueté Idéal ou Trust IV), produit par Andy Johns (Led Zeppelin, Rod Stewart, Joe Cocker…) et qui intègre le batteur Clive Burr en échange de Nicko McBrain qui va rejoindre Iron Maiden. Les deux groupes se sont ainsi échangés leurs batteurs en l'espace de quelques mois. Une version anglaise de l'album sort, intitulée Man's Trap.
Au mois d'août 1984, le cinquième album, intitulé Rock'n'Roll, accueille un nouveau batteur, Farid Medjane. Les ventes de ces deux disques sont très décevantes et le groupe attire moins de monde en concert que lors de ses années fastes. De plus, des dissensions apparaissent entre les musiciens qui ne se croisent plus que sur scène. Le 31 juillet 1985, Trust annonce sa séparation ; Norbert Krief devient l'un des guitaristes de Johnny Hallyday, tandis que Bernie Bonvoisin produit des albums en solo.

### Première reformation et nouvel album annulé (1988–1989)
Le groupe se reforme en 1988 et donne deux concerts au Palais Omnisport de Paris-Bercy, à l'occasion des Monsters of Rock, entourés de Iron Maiden, Anthrax et Helloween. La sortie de l'album State of Euphoria du groupe américain Anthrax, dont le deuxième single est une reprise de la version anglaise d'Antisocial, donne soudainement au groupe français une notoriété outre-Atlantique. Issu de l'enregistrement des Monsters of Rock, l'album live Paris by Night sort en France en 1988 mais aussi aux États-Unis l'année suivante, distribué par le label Megaforce Records (Metallica, Anthrax…),. Un mini album studio, En attendant, est réalisé en 1989.
Malgré cela, le groupe se désagrège à nouveau. Un nouvel album live, simplement intitulé Live, enregistré lors de la tournée Répression dans l'hexagone, sort en 1992. Deux mini-compilations de chansons inédites Prends pas ton flingue (regroupant les chansons de l'année 1977) et The Backsides (faces B des singles de 1978 à 1984) sortent en 1992 et 1993.

### Deuxième reformation (1996–1997; 2000)
En 1996, Trust se reforme en signant un gros contrat avec Warner Music France pour trois albums studio et un album live. Un nouvel album studio Europe et haines réalisé par Nono sort en 1996, suivi d'une tournée en France. Deux compilations best of intitulées Anti best of et Gold sortent en 1997 chez Sony Music. Simplement intitulé A Live, un nouvel album live sort également la même année chez Warner Music.
Bernie Bonvoisin ne souhaitant plus continuer avec Trust pour privilégier sa carrière cinématographique, le contrat du groupe avec Warner Music est résilié. Nono, qui a travaillé près d'un an sur le deuxième album Ni Dieu ni maître prévu au contrat Warner, sort le disque quatre ans plus tard en 2000 chez XIII Bis Records. Un conflit éclate entre Nono et Bernie qui, peu satisfait du résultat, lui intente un procès. Tous les exemplaires non encore vendus de l'album sont retirés des magasins et détruits. Still A-live, la version double de l'album live enregistré en 1997 sort cette même année 2000 chez XIII Bis Record.

### Troisième reformation (2006–2011)
Le groupe se reforme à nouveau en 2006 lors d'un concert donné le 8 juillet à Bobital (Côtes d'Armor) au festival des Terre-Neuvas. Un CD/DVD Soulagez-vous dans les urnes est publié pour immortaliser l'événement. Le 4 décembre 2007, Trust se produit sur la scène de l'Olympia pour fêter leurs trente ans de scènes (la première du groupe eut, en effet, lieu le 4 décembre 1977 sur cette même scène).
Un nouvel album, 13 à table, sort le 6 septembre 2008. Il est suivi d'une tournée d'octobre à novembre 2008 qui reprend de mars à août 2009.
Un nouvel album live (enregistré en 1982) intitulé Live au Rockpalast sort en 2011.
Alors que Trust devait être l'une des têtes d'affiche de l'édition 2011 du festival Hellfest, le groupe annonce subitement courant avril 2011 qu'il cesse sur-le-champ de donner des concerts pour une durée indéfinie.

### Retours scénique et discographique (depuis 2016)
Pas moins de cinq ans plus tard, en juillet 2016, le groupe annonce son retour à l'occasion de son quarantième anniversaire. Outre Bernie et Nono, Trust se compose de David Jacob (basse) et Izo Diop (guitare), tous deux ayant déjà joué avec le groupe par le passé, ainsi que de Christian Dupuy (batterie). Une tournée française intitulée Au Nom de la Rage Tour est programmée en décembre 2016 et durant toute l'année 2017. Au cours de celle-ci, Trust donne le 21 avril 2017 un concert de soutien aux ouvriers en lutte de l'usine de GM&S Industry à La Souterraine (Creuse) et participe le 17 juin à l'édition 2017 du Festival Hellfest à Clisson, partageant l’affiche avec Aerosmith, Deep Purple, Linkin Park et Slayer. L'enregistrement de ce concert, l'album en public Live Hellfest 2017 sort la même année.
Le 30 mars 2018, le groupe sort Dans le même sang, son premier album constitué de matériau original en dix ans, enregistré en studio dans les conditions de la scène et mixé par Mike Fraser (AC/DC, Aerosmith, Metallica). Le disque se classe à la quatrième place des ventes d'albums à sa sortie et une nouvelle tournée dans des petites salles suit la sortie de l'album.

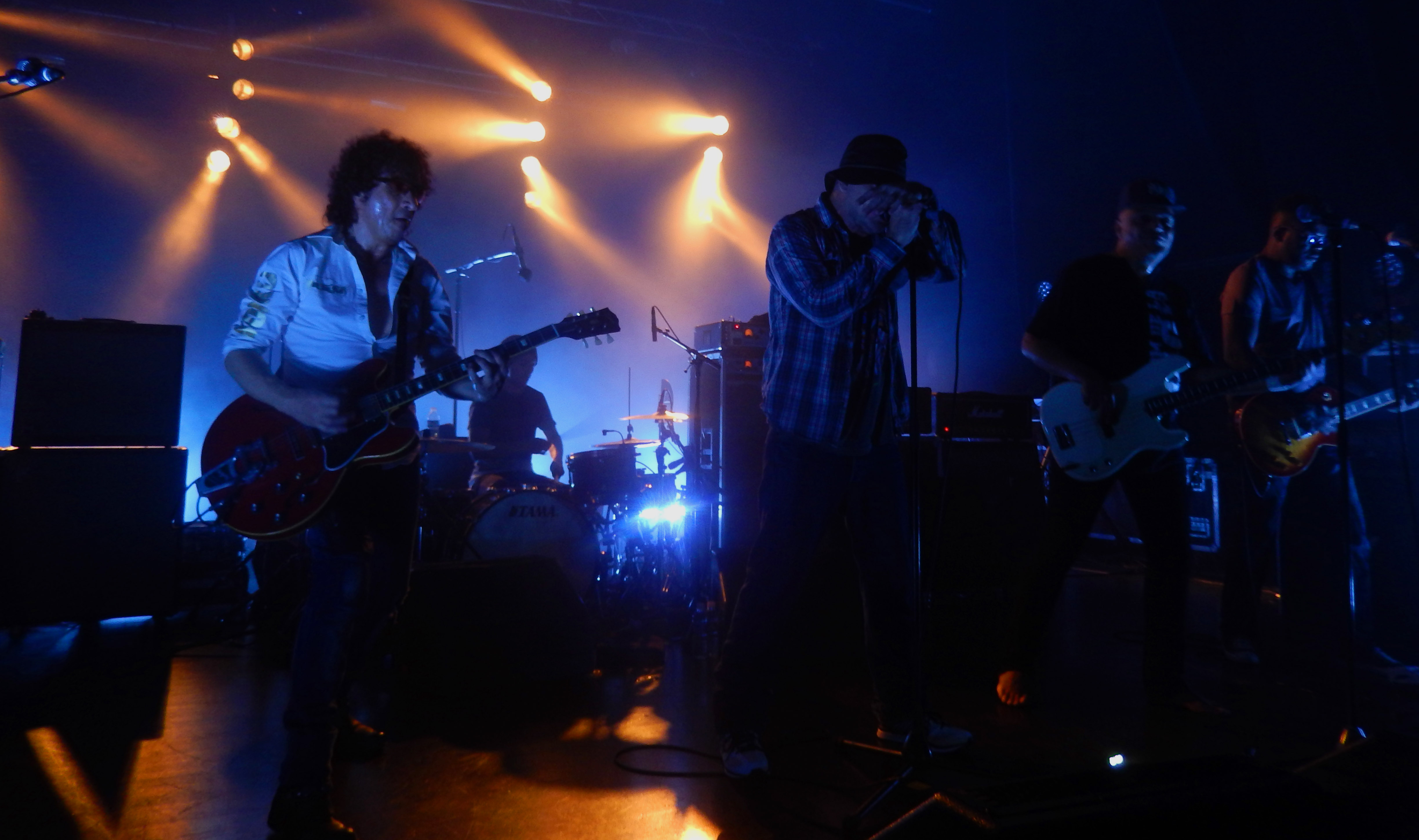
Trust en concert à Landerneau en décembre 2016.

Fils de lutte, un nouvel album original, enregistré (comme son prédécesseur) en studio dans les conditions de la scène (et en trois jours) et mixé par Mike Fraser, sort le 27 septembre 2019 chez Verycords. 
Le 11 décembre 2020, Trust publie Recidiv, un coffret comprenant les trois premiers albums du groupe réenregistrés « live en studio », dans les conditions d'un concert. Les orchestrations sont revues, les paroles par moments légèrement modifiées et des choristes sont présentes sur quelques morceaux.
Le 30 septembre 2022, Trust sort un nouvel album intitulé, Propaganda, une nouvelle fois mixé par Mike Fraser. Il s'agit du troisième album studio du groupe à sortir en quatre ans et demi[source secondaire souhaitée].

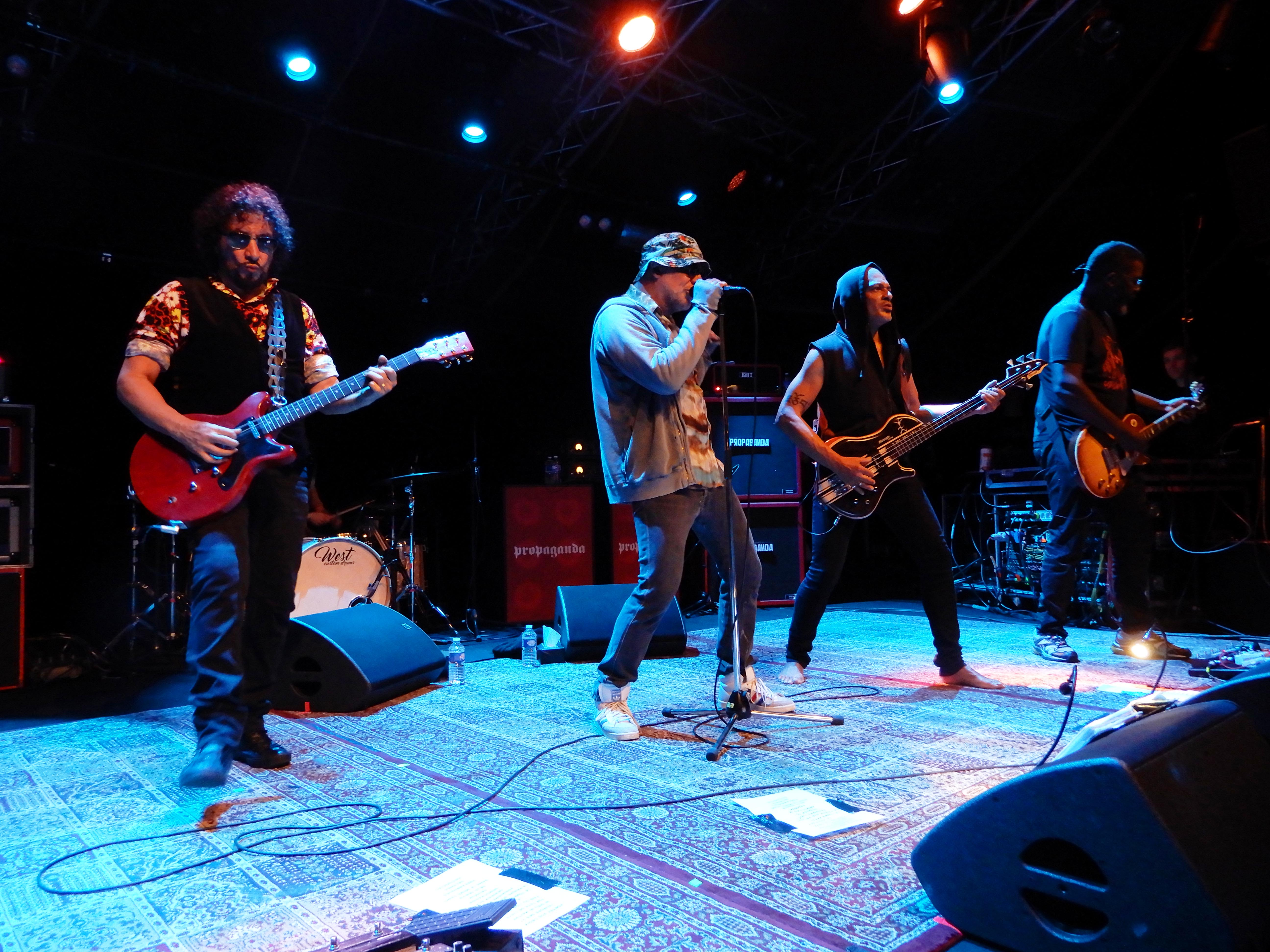
Trust au MeM à Rennes le samedi 26 novembre 2022.

## Carrières parallèles
Bernie Bonvoisin qui se lance à la fin des années 1990 dans une carrière cinématographique. Il a trois films à son actif : Les Démons de Jésus (1997), qui est un succès à la fois critique et commercial, Les Grandes Bouches (1999) et Blanche (2002). Il a aussi fait une apparition dans La Haine, film de Mathieu Kassovitz de 1995, dans lequel il joue un rôle de policier et dans le film Hiver 54.
Norbert, de son côté, entre les dissolutions et les reformations de Trust, devient de 1986 à 1994 le guitariste attitré de Johnny Hallyday. Nono quitte Johnny pour sortir en 1995 un album Pop-Rock : TOUCH « Marche avec moi », produit par Rupert Hine pour EMI ; il a également participé à des albums, pour différents artistes, notamment Jean Jacques Goldman, Florent Pagny, etc.

## Style musical et thèmes
Cette section ne s'appuie pas, ou pas assez, sur des sources secondaires ou tertiaires indépendantes du sujet. Le texte peut contenir des analyses inexactes ou inédites de sources primaires.
Pour l'améliorer, ajoutez-en, ou placez des modèles {{Source secondaire souhaitée}} ou {{Source secondaire nécessaire}} sur les passages mal sourcés. (mars 2025)
Les paroles écrites par Bernie Bonvoisin pour Trust sont marquées par une certaine force, voire une relative agressivité, un rejet des mentalités bourgeoises et de la répression. Les textes de certaines chansons rejoignent les critiques anarcho-libertaires, en dénonçant les dérives de la démocratie (La grande illusion), les travers du système capitaliste qui écrase les travailleurs (Le sauvage), l'extrême droite (La junte), les violences du communisme soviétique (Les brutes), les sectes (Les sectes) et d'une manière générale tous les travers liberticides de notre société. Elles sont parfois marquées par une certaine provocation sexuelle (Le matteur).
En juin 1979, le titre Darquier s'attaque à l'ancien Commissaire aux questions juives du régime de Vichy Louis Darquier de Pellepoix (qui mourra quatorze mois après la sortie du disque), ouvertement antisémite et collaborateur des occupants nazis pendant la Seconde Guerre mondiale et, à travers lui, à ceux qui ont fait le même choix sans être inquiétés jusqu'à leur mort. Malgré l'importance du sujet, Darquier ne sort que comme face B du 45 tours Le matteur (parfois en « version expurgée »). Cette chanson ne reverra le jour qu'en 1992 sur l'album Live.
Un autre titre franchement politique, Monsieur Comédie, est une chanson qui dénonce l'aide et l'asile politique fournis par les autorités françaises à Rouhollah Khomeini, hébergé avec son entourage à Neauphle-le-Château entre 1978 et février 1979 (asile que l'ayatollah n'avait apparemment pas demandé : il ne disposait que d'un visa de tourisme), alors qu'il préparait sa propre conception de la Révolution iranienne, commencée par d'autres, avec d'autres idées. Son retour en Iran fera bientôt de lui un grand « tortionnaire » et le Guide suprême de la République islamique, après avoir confisqué la Révolution iranienne et institué un régime de terreur.
Misère dénonce la politique réactionnaire et anti-sociale de Margaret Thatcher en Grande-Bretagne et en Irlande du Nord à partir de 1979. Ce titre ne sera pas traduit pour la version anglaise de l'album Marche ou crève.
Les paroles de Bernie sont clairement marquées à gauche et donnent un air de révolte à toute une génération écrasée par le pouvoir politique de l'époque (Antisocial). Par exemple, Trust a évoqué plusieurs fois le cas de Jacques Mesrine, le décrivant comme un homme rejeté dans la criminalité par la société répressive, tout en dénonçant les conditions de détention dans les prisons françaises et l'esprit d'un système dans lequel tout est fait pour écarter « celui qui ne marche pas dans le rang », en mettant en chanson un texte écrit par Mesrine lui-même (Le mitard).

## Membres

### Membres récents
- Bernie Bonvoisin : chant (depuis 1977)
- Norbert Krief : guitare (depuis 1977)
- David Jacob : basse (1996-2000, depuis 2016)
- Ismalia Diop : basse (2006-2011), guitare (depuis 2016)
- Christian Dupuy : batterie (depuis 2016)

### Anciens membres
- Raymond « Ray » Manna : basse (1977-1980)
- Christian Cheffeu : batterie (1977)
- Omar Ben El Mabrouk : batterie (1977)
- Kamel Bouares : batterie (1977)
- Jean-Émile « Jeannot » Hanela : batterie (1977-1980)
- Sherwin Rosman : batterie (1978)
- Yves Brusco : basse (1980-1985) - guitare (2006-2011)
- Kévin Morris : batterie (1980)
- Nicko McBrain : batterie (1981-1982)
- Mohamed « Moho » Chemlakh : guitare (1981-1983)
- Clive Burr : batterie (1983)
- Farid Medjane : batterie (1983-1985, 1988-1989, 2006-2011)
- Thierry Dutru : batterie (1984)
- Fred Guillemet : basse (1988)
- Hervé Koster : batterie (1988, 1997-2000)
- Nirox John : batterie (1996)
- Bruno « Deck » Le Goff : djing (2008-2011)
- Franck Mantegari : batterie (2016)

## Discographie

### Albums studio[n 1]
- 1979 : Trust (aussi appelé L'Élite)
- 1980 : Répression (également disponible en version anglaise sous le titre Repression)
- 1981 : Marche ou crève (également disponible en version anglaise sous le titre Savage)
- 1983 : Trust IV (aussi appelé Idéal, également disponible en version anglaise sous le titre Man's Trap)
- 1984 : Rock'n'Roll
- 1988 : En attendant (mini-LP)
- 1996 : Europe et haines
- 2000 : Ni Dieu ni maître (tenté d'être retiré de la vente par le groupe)
- 2008 : 13 à table
- 2018 : Dans le même sang
- 2019 : Fils de lutte
- 2022 : Propaganda

### Live
- 1988 : Paris by Night
- 1992 : Live (tournée Répression dans l'Hexagone de 1980)
- 1997 : A Live (tournée Insurrection dans l'Hexagone)
- 2000 : Still A-live
- 2006 : Campagne 2006 : Soulagez-vous dans les urnes !
- 2009 : À l'Olympia
- 2011 : Live au Rockpalast
- 2017 : Live Hellfest 2017 – Au Nom De La Rage Tour (1CD 9 titres / 1DVD 1 titre bonus exclusif ("Antisocial" interprété en duo par Trust et le groupe américain Anthrax l'été 2017 à Strasbourg)
- 2020 : Recidiv (coffret 4CDs / 4 DVDs ; 3 vinyles séparés – les 3 premiers albums revisités en "live en Studio")[24]

### Compilation
- 1992 : Prends pas ton flingue
- 1993 : The Backsides
- 1997 : Anti best of
- 1997 : Gold
- 2001 : Les Indispensables de Trust
- 2008 : Trust: Le Best Of

### Tribute
- 1988 : le groupe de thrash metal américain Anthrax fait la reprise d'Antisocial en anglais sur l'album State of Euphoria, puis en 1989, la reprise de Antisocial en français (avec Bernie Bonvoisin) et de Sects en anglais sur l'EP Penikufesin.
- 1997 : le groupe de rock espagnol Los Suaves  fait la reprise d' Antisocial en espagnol sur l'album San Francisco Express.
- 2001 : le groupe de patchanka italien Egin fait la reprise de Le Mitard sur l'album Storia Grama.
- 2001 : l'album Tribute to Trust contient vingt reprises de Trust par des groupes français, américains, suisses, italiens et australiens.
- 2007 : le groupe de punk hardcore metal français Tagada Jones fait la reprise d'Antisocial sur l'album 6.6.6.
- 2009 : le groupe de black metal harmonique finlandais Children of Bodom reprend la version d'Antisocial en anglais par Anthrax sur la compilation Skeletons in the Closet.

### Singles
- 1977 : Prends pas ton flingue / Paris by Night (single)
- 1979 : L'Élite / Toujours pas une tune (single)
- 1979 : Le Matteur / Darquier (single)
- 1980 : Fatalité / Passe (single)
- 1980 : Antisocial / Sects (promo single)
- 1981 : Certitude... solitude... / Les templiers (single)
- 1983 : Idéal / Toutes barricades (single)
- 1984 : Serre les poings
- 1988 :  Petit Papa Noël  / Paint It, Black (single)
- 1992 : Antisocial 1980 (version originale) / Antisocial 1992 / Antisocial 1980 (live)
- 1996 : On lèche, on lâche, on lynche / Ça vient, ça meurt (single)
- 2000 : Trust (avec Bon Scott) (mini CD)

## Vidéographie
- 1981 : Le titre en anglais Prefabricated (Préfabriqués) fait partie de la bande originale du film d'animation Métal hurlant
- 1997 : Still A-live (DVD et VHS de la tournée Insurrection dans l'Hexagone de 1997)
- 2006 : Campagne 2006 : Soulagez-vous dans les urnes ! (DVD enregistré au Festival des Terre-Neuvas 2006)
- 2009 : DVD 1 À l'Olympia 4/12/2007 (enregistré pour les trente ans du groupe) et DVD 2 Rockpalast 05 juin 1982
- 2023 : À l'ombre des projecteurs, documentaire de 52' réalisé par Guillaume Paqueville consacré à Raymond Manna, bassiste fondateur, puis manager de Trust.